# ماهیچه پشتی بزرگ
ماهیچه پشتی بزرگ یا (به انگلیسی: Latissimus dorsi) یکی از ماهیچه‌های سطحی ناحیه پشت (پشت قفسه سینه) و قابل لمس است. این عضله از مهره‌های سینه‌ای و کمری (T7 تا L5)، نیام سینه‌ای‌کمری (فاسیای توراکولومبار)، ستیغ تهیگاهی (ایلیاک کرست)، سه یا چهار دنده انتهایی و استخوان کتف شروع و تا کف ناودان میان‌تکمه‌ای (اینترتوبرکولار) استخوان بازو امتداد دارد.

## کارکرد
عصب این ماهیچه از عصب سینه‌ای‌پشتی (توراکودورسال) تأمین می‌شود. کار این ماهیچه نزدیک کردن و به عقب بردن (اکستنشن-اداکشن) و چرخش داخلی بازو است. این عضله همچنین می‌تواند با انقباض خود کل شانه را به پایین و عقب بکشد. این ماهیچه اداکشن بسیار قوی، اکستنشن، هایپراکستنشن، اکستنشن افقی، چرخش داخلی بازو و پایین کشیدن کتف را انجام می‌دهد.
این ماهیچه روی سه محور حرکتی به علت موقعیت قرارگیری الیاف خود می‌تواند حرکت انجام دهد؛ و به علت بالاتر بودن سر متحرک نسبت به سر ثابت اکستنسور بسیار قوی می‌باشد و به عضله شناگران معروف است.